# Mycoplasma laboratorium
Espèce
Mycoplasma laboratorium serait la première espèce de bactérie de synthèse, dérivée du génome de Mycoplasma genitalium qui présente 517 gènes et qui a donc été allégée d'un quart de ses gènes « inutiles » soit le minimum nécessaire à sa survie en conditions de laboratoire.
Un chromosome de synthèse a été créé par une équipe d'une vingtaine de scientifiques dirigée par le chercheur Craig Venter et le prix Nobel de médecine Hamilton Smith. Le chromosome contient une séquence génétique de 381 gènes sur 580.000 paires de base. Ce chromosome serait réimplanté dans le cytoplasme d'une bactérie M. genitalium, qui devrait ensuite se reproduire à partir de ce nouveau matériel génétique créé par l'homme.